# Leslie Bibb
Leslie Louise Bibb (Bismarck, 17 de noviembre de 1974) es una actriz de cine, televisión, productora y modelo estadounidense.
Bibb es la menor de cuatro hermanas. Su padre murió cuando tenía tres años. Posteriormente se mudó con su familia a Richmond, Virginia, donde asistió al colegio femenino Saint Gertrude.

## Modelaje
El programa de Oprah Winfrey y la Agencia Elite llevaron a cabo una búsqueda de modelos en todo el país. La madre de Leslie presentó las fotos de su hija de 16 años. El jurado, formado por celebridades como John Casablanca, Naomi Campbell, Linda Evangelista e Iman, eligió como ganadora a Leslie, después de lo cual fue a Nueva York para firmar un contrato con la agencia Elite. Ese mismo verano modeló y fue a Japón. Posteriormente ha aparecido en producciones de las revistas Maxim y FHM.

## Carrera
Su primer papel fue en la película Private Parts. Después intervino en la segunda temporada de la serie de televisión The Big Easy.
Leslie también ha participado en series como ER, CSI: Miami y Line of Fire.
En 1999–2001, protagonizó la serie de televisión Popular. También participó en un episodio de Nip/Tuck en 2004.
En 2008 participó en Iron Man interpretando el papel de Christine Everhart, una corresponsal que trabaja para la revista Vanity Fair; un papel que volvió a interpretar en 2010 en Iron Man 2.

## Vida personal
Bibb se casó con el banquero Rob Born el 22 de noviembre de 2003, en Zihuatanejo, México. La pareja se divorció el 7 de diciembre de 2004. Desde 2007 está en pareja con el actor estadounidense Sam Rockwell, junto al que actuó en Iron Man 2.

## Filmografía
| Películas     | Películas                                   | Películas                              | Películas |
| Año           | Título                                      | Rol                                    | Notas |
| ------------- | ------------------------------------------- | -------------------------------------- | --- |
| 1997          | Private Parts                               | Guía de tour de WNBC                   | |
| 1997          | Touch Me                                    | Fawn                                   | |
| 1999          | This Space Between Us                       | Summer                                 | |
| 2000          | The Young Unknowns                          | Cassandra                              | |
| 2000          | The Skulls                                  | Chloe Whitfield                        | |
| 2001          | See Spot Run                                | Stephanie                              | |
| 2004          | Take Care                                   | Frannie                                | |
| 2006          | Wristcutters: A Love Story                  | Desiree                                | |
| 2006          | Talladega Nights: The Ballad of Ricky Bobby | Carley Bobby                           | |
| 2007          | My Wife Is Retarded                         | Julie                                  | Cortometraje |
| 2008          | Iron Man                                    | Christine Everhart                     | |
| 2008          | The Midnight Meat Train                     | Maya                                   | |
| 2009          | Confessions of a Shopaholic                 | Alicia Billington                      | |
| 2009          | Law Abiding Citizen                         | Sarah Lowell                           | |
| 2010          | Iron Man 2                                  | Christine Everhart                     | |
| 2010          | Miss Nobody                                 | Sarah Jane McKinney                    | Boston Film Festival — Mejor Actriz                                                                                         |
| 2011          | Zookeeper                                   | Stephanie                              | |
| 2011          | A Good Old Fashioned Orgy                   | Kelly                                  | |
| 2012          | Movie 43                                    | Mujer Maravilla                        | Segmento "Robin's Big Speed Date"                                                                                           |
| 2014          | No Good Deed                                | Meg                                    | |
| 2014          | Flight 7500                                 | Laura Baxter                           | |
| 2016          | The Hindenburg Explodes!                    | Johanna Streubel                       | Telefilm |
| 2017          | The Dark of Night                           | —                                      | Cortometraje |
| 2017          | Awakening the Zodiac                        | Zoe Branson                            | |
| 2017          | To the Bone                                 | Megan                                  | |
| 2017          | The Babysitter                              | Phyliss Johnson                        | Netflix Original |
| 2018          | Tag                                         | Susan                                  | |
| 2019          | Running with the Devil                      | Agente                                 | |
| 2020          | The Babysitter: Killer Queen                | Phyliss Johnson                        | Netflix Original |
| 2020          | The Lost Husband                            | Libby Moran                            | También productora |
| 2022          | The Inhabitant                              | Emily Haldon                           | |
| 2023          | About My Father                             | Ellie                                  | |
| 2024          | Juror #2                                    | Denice Aldworth                        | |
| Directo a DVD |                                             |                                        | |
| Año           | Título                                      | Rol                                    | Notas |
| 2007          | Sex and Death 101                           | Dra. Miranda Storm                     | |
| 2008          | Trick 'r Treat                              | Emma                                   | |
| Televisión    |                                             |                                        | |
| Año           | Título                                      | Rol                                    | Notas |
| 1996          | Pacific Blue                                | Nikki                                  | Episodio "Wheels of Fire"                                                                                                   |
| 1996          | Home Improvement                            | Lisa Burton                            | Episodio "No Place Like Home"                                                                                               |
| 1997          | Just Shoot Me!                              | Nikki                                  | Episodio "Secretary's Day"                                                                                                  |
| 1997          | Fired Up                                    | Lana                                   | Episodio "The Rules" |
| 1997          | The Big Easy                                | Janine Rebbenack                       | 13 episodios |
| 1998          | Astoria                                     |                                        | Piloto |
| 1998          | Something So Right                          | Tina                                   | Episodio "Something About a Double Standard"                                                                                |
| 1998          | Early Edition                               | Emily Harrigan                         | Episodio "Lt. Hobson, U.S.N."                                                                                               |
| 1999          | Sons of Thunder                             | Nancy Jones                            | Episodio "Daddy's Girl" |
| 1999–2001     | Popular                                     | Brooke McQueen                         | 43 episodios Teen Choice Award for Television Choice Actress Nominated—Young Hollywood Award for Exciting New Face – Female |
| 2002–2003     | ER                                          | Erin Harkins                           | 8 episodios |
| 2003–2004     | Line of Fire                                | Paige Van Doren                        | 13 episodios |
| 2004          | Capital City                                | Paige Armstrong                        | Piloto |
| 2004          | Nip/Tuck                                    | Naomi Gaines                           | Episodio "Naomi Gaines" |
| 2005          | Hitched                                     | Emily                                  | Piloto |
| 2005–2007     | Crossing Jordan                             | Det. Tallulah 'Lu' Simmons             | 14 episodios |
| 2007          | CSI: Miami                                  | Beth Selby/Cayla Selby/Ashley Whitford | Episodio "Triple Threat" |
| 2007          | Entourage                                   | Laurie                                 | Episodio "Gotcha!" |
| 2007          | Atlanta                                     | Jessica                                | Piloto |
| 2009          | Kings                                       | Katrina Ghent                          | 5 episodios |
| 2010          | The League                                  | Meegan                                 | Episodios "The Draft" y "The Anniversary Party"                                                                             |
| 2011          | Funny or Die presents...                    | Una chica                              | 1 episodio |
| 2011          | GCB                                         | Amanda Vaughn                          | |
| 2014          | The Following                               | Jana Murphy                            | Episodios "Family Affair" y "Unmasked"                                                                                      |
| 2021          | Jupiter's Legacy                            | Grace Sampson / Señora de la Libertad  | Elenco principal |
| 2021          | What If...?                                 | Christine Everhart (voz)               | 2 episodios: "What If... Doctor Strange Lost His Heart Instead of His Hands?", "What If... Killmonger Rescued Tony Stark?"  |
| 2021          | Love Life                                   | Becca Evans                            | Rol recurrente, temporada 2                                                                                                 |
| 2024          | Palm Royale                                 | Dinah                                  | Rol recurrente, miniserie                                                                                                   |
| 2025          | The White Lotus 3                           | Kate Bohr                              | Rol recurrente, miniserie, temporada 3                                                                                      |